# Slagfalk
Slagfalken (Falco cherrug) er en rovfugl, der næst efter jagtfalken (fra de arktiske områder) er den største af falkearterne. Den yngler i det sydøstlige Europa og videre østover helt til Kina. På svensk kaldes arten for tatarfalk efter sin udbredelse i det samme område som tatarfolket. På dansk kaldes den også sakerfalk efter dens arabiske navn Saqar.